# Paulo de Carvalho (sociólogo)
Paulo de Carvalho (Luanda, 1960) é um jornalista, escritor e sociólogo angolano.
É autor de oito livros e de mais de cinquenta obras acadêmicas, em sua maioria voltadas para a sociologia e comunicação social.

## Biografia
Nascido em Luanda, em 1960, começou a trabalhar na Secretaria de Estado da Cultura em 1979, tendo chefiado o Departamento de Casas de Cultura e o Departamento de Espectáculos até 1990.
Rumou para a República Popular da Polónia na década de 1980, onde havia ganhado uma oportunidade para estudar sociologia na Universidade de Varsóvia. Conclui a graduação e o mestrado na mesma instituição, de onde recebe os últimos créditos em 1990.
Ao retornar da Polônia, foi trabalhar no Ministério da Informação, entre 1990 e 1991, e; tornou-se director do Centro de Imprensa "Aníbal de Melo", entre 1991 e 1992.
Tornou-se administrador da representação da Oxford Committee for Famine Relief da Grã-Bretanha, em Luanda, no ano de 1992, onde permaneceu até 1993.
Neste mesmo ano (1993) torna-se consultor e jornalista em veículos de comunicação, nomeadamente o Jornal de Angola (1997-2007), o Semanário Angolense, o Angolense, o Agora, o Correio da Semana e a InformÁfrica Confidencial.
Em 1996 torna-se docente da Faculdade de Letras e Ciências Sociais da Universidade Agostinho Neto, onde actualmente está na categoria de professor associado, e no Instituto Superior de Ciências de Educação de Luanda.
Pelo ISCTE - Instituto Universitário de Lisboa, em 2004, doutora-se em sociologia, defendendo a tese intitulada "Exclusão Social em Angola. O caso dos deficientes físicos de Luanda", sob orientação do professor Fernando Luís Machado.
É administrador da Consulteste, Lda., empresa angolana de pesquisa de opinião e estudos de mercado, com sede em Luanda.
Em 2016 tornou-se membro-fundador e desde 2020 é presidente da Academia Angolana de Letras.

## Obras
As obras publicadas são as seguintes:
- Exclusão Social em Angola: O Caso dos Deficientes Físicos de Luanda 2008, Luanda: Editorial Kilombelombe.
- A Campanha Eleitoral de 2008 na Imprensa de Luanda 2008, Luanda: Editorial Kilombelombe.
- Até você já não és nada!..., Editorial Kilombelombe, Luanda 2007 [346 p.]
- Audiência de Media em Luanda, Editorial Nzila, Luanda 2002 [185 p.].
- Angola. Quanto Tempo Falta para Amanhã? Reflexões sobre as crises política, económica e social, Celta Editora[7], Oeiras 2002 [208 p.].
- Estrangeiros na Polónia. Adaptação, estereótipos e imagens étnicas, Editorial Nzila, Luanda 2002 [203 p.].
- Estrutura social da sociedade colonial angolana, Instituto de Sociologia da Universidade de Varsóvia, Varsóvia 1989 [139 p.].
- Atitude dos habitantes de Varsóvia para com diferentes grupos étnico-raciais, Instituto de Sociologia da Universidade de Varsóvia, Varsóvia 1987 [107 p.], Co-autoria de Andrêa Carvalho.

## Prémios e distinções
Dentre os prémios e distinções que recebeu, destacam-se os seguintes:
- 2002: Prémio Nacional de Cultura e Artes na modalidade de Investigação em ciências sociais e humanas.
- 1998: Prémio Kianda de Jornalismo Económico.
- 1997: Menção honrosa do Prémio Kianda de Jornalismo Económico.